# Metriorhynchus
Metriorhynchus is een geslacht van uitgestorven krokodillen. Soorten uit dit geslacht leidden een marien leven en waren veel beter aangepast aan het zeeleven dan de hedendaagse zeekrokodil en andere prehistorische mariene krokodillen zoals de leden van de verwante Teleosauridae.

## Beschrijving
De Teleosauridae waren de voorouders van de Metriorhynchus en verwanten, maar ze leefden ook een tijdje naast elkaar. Onderzoekers denken dat de Teleosauriër Pelagosaurus de mogelijke voorouder van de Metriorhynchidae kan zijn. Metriorhynchus behoort zelf ook tot deze familie en is de naamgever van de groep. Metriorhynchus en verwanten gingen zelfs zover met het specialiseren dat ze hun typische pantser opgaven en daarvoor in de plaats gestroomlijnder werden, een staartvin kregen en dat hun poten in peddels veranderden.
Deze specialisatie maakte ze even heel succesvol, maar werd de oorzaak van hun uitsterven, omdat ze zich niet snel genoeg konden aanpassen toen het klimaat veranderde. Het waren snelle zwemmers en aten meestal vis, maar waarschijnlijk ook weleens een dood, ziek of jong zeereptiel. Snel moesten ze wel zijn want de zeereptielen joegen ook op hen. Metriorhynchus en verwanten waren reptielen die in zee leefden en ze kunnen zeereptielen genoemd worden, maar met deze naam worden eigenlijk de Sauropterygia en de Ichthyopterygia bedoeld. Metriorhynchus leefde samen met de andere metriorhynchide Geosaurus, de teleosauriër Steneosaurus, de pliosauriërs Liopleurodon en Peloneustes, de plesiosauriërs Cryptoclidus en Muraenosaurus, de ichthyosauriërs Ichthyosaurus en Ophthalmosaurus, haaien zoals Hybodus, roggen zoals Spathobatis, de grote vis Leedsichthys en veel andere vissen. Metriorhynchus leefde in het Laat-Jura in wat nu Europa is.

## Kenmerken
Metriorhynchus was qua vorm vergelijkbaar met de moderne krokodillen en was drie meter lang. Hij had een gestroomlijnd lichaam, vinnenpoten en een met een staartvin uitgeruste staart, waardoor hij een veel effectievere zwemmer was dan de hedendaagse krokodillen. Huidig onderzoek naar fossiele exemplaren van Metriorhynchus superciliosus heeft aangetoond dat volwassen dieren van deze soort goed ontwikkelde zoutklieren hadden. Dit betekent dat ze niet afhankelijk waren van zoet water.

## Leefwijze
Metriorhynchus was een carnivoor en bracht het grootste deel of zijn hele leven door in de open zee. Hij was waarschijnlijk een opportunistische jager die zich voornamelijk voedde met belemnieten en vissen. Tot nu toe zijn er geen eieren of nesten van het geslacht gevonden, dus er is niets bekend over hun voortplanting. Waar Metriorhynchus paarde, hetzij in de zee of op het land, of het eierleggend of levendbarend was, is momenteel nog onbekend, in tegenstelling tot de omstandigheden bij andere mariene reptielen van het Mesozoïcum, zoals de Plesiosauria of de Ichthyosauria.

## Soorten
De soort is traditioneel ingedeeld in twee groepen, de lange neus met smalle kaken en de korte neus met brede kaken. Alle soorten met korte neus zijn inmiddels toegewezen aan de geslachten Purranisaurus en Suchodus. De soorten met lange neus die in het geslacht overblijven zijn:
- M. superciliosus: West-Europa (Engeland en Frankrijk) uit het Midden- en Laat-Jura (Callovien en Oxfordien); syn.: M. moreli, M. blainvillei en M. jaekeli.
- M. palpebrosus: West-Europa (Engeland) uit het Laat-Jura (Kimmeridgien); syn.: M. temporalis.
- M. hastifer: West-Europa (Frankrijk) uit het Laat-Jura (Kimmeridgien).
- M. geoffroyii: (type soort) West-Europa (Frankrijk) uit het Laat-Jura (Kimmeridgien).

Twee andere soorten met een lange neus M. acutus en M. leedsi werden in het geslacht Gracilineustes geplaatst.
Fragmentaire fossielen die lijken op de Metriorhynchus-fossielen worden ook beschreven in het Bajocien en Bathonien (twee fasen van het Midden-Jura) van Zuid-Amerika. Uit fylogenetische analyses blijkt echter dat ze niet kunnen worden toegewezen aan Metriorhynchus.

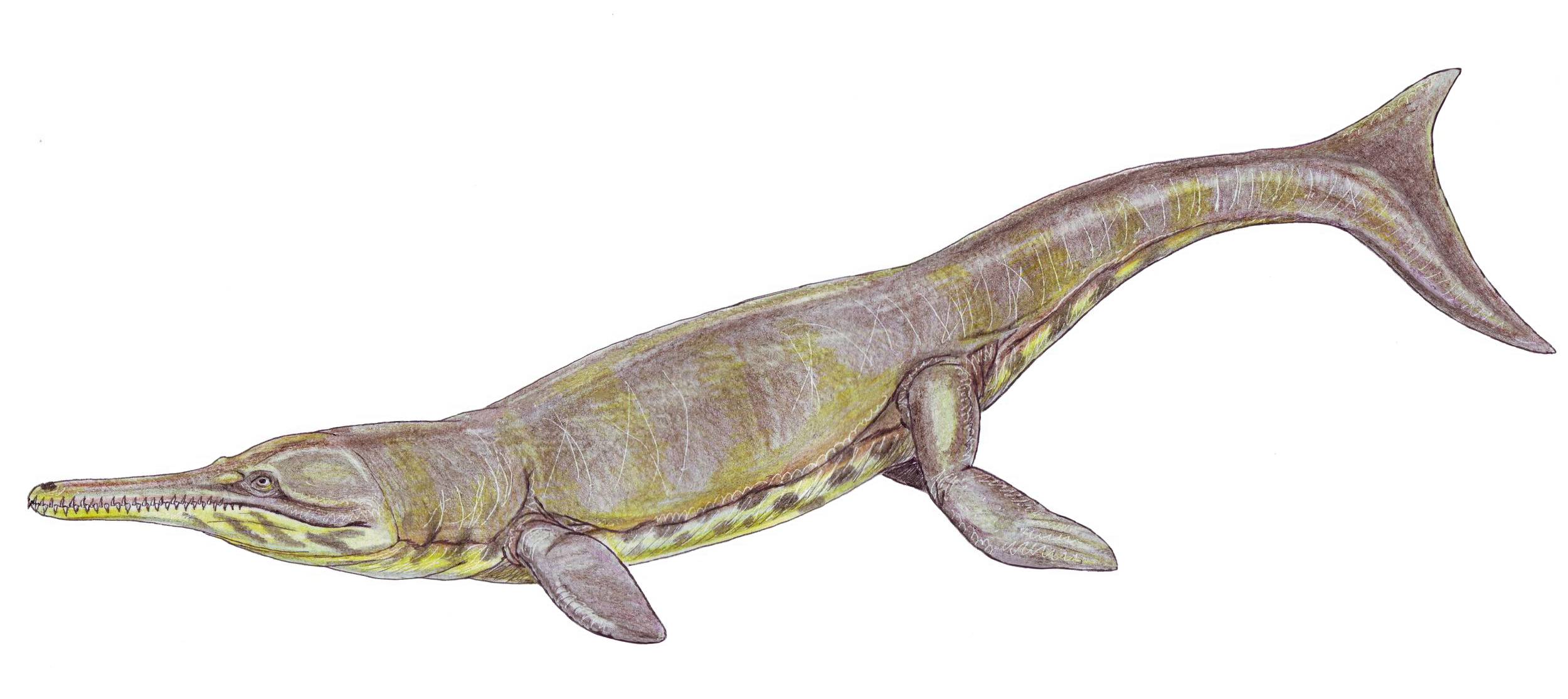
Metriorhynchus Superciliosus.